# Tumen (moneta)
Il Tumen (in arabo تومان‎?) è stata la valuta dell'Emirato del Caucaso settentrionale dal 1919 al 1920. Il taglio delle banconote era sia in tumen che in rubli nel rapporto (1 tumen = 10 rubli).

## Storia
Dopo che le truppe delle Forze armate della Russia meridionale occuparono la Cecenia nell'aprile 1919, il leader religioso e politico del Daghestan Uzun-Hadzhi Saltinsky iniziò a radunare gruppi di volontari per riprendere la Cecenia. Il 22 maggio si sono concluse le attività del governo della Repubblica delle Montagne in Daghestan. Uzun-Khadzhi, dopo aver radunato il suo esercito, andò sulle montagne al confine tra Cecenia e Daghestan. Alla fine di maggio, nel villaggio di Botlikh, riunì un grande majlis, dove, su suggerimento dell'alim del villaggio di Gagatli, fu eletto emiro del Daghestan e della Cecenia. L'effettiva residenza del nuovo stato era il villaggio montano di Vedeno, in Cecenia.
Nell'estate del 1919, con l'aiuto di Inaluk Arsanukaev, che portò un messaggio per Uzun-Hadji dal sultano ottomano Mehmet VI, Uzun-Hadji iniziò creare strutture militari e civili nell'Emirato del Caucaso settentrionale. L'emirato è stato riconosciuto dall'Azerbaigian, dalla Georgia e dalla Turchia.
Una delle prime misure del nuovo governo mirate all'autoaffermazione fu la cancellazione del denaro allora circolante nell'Oblast' di Terek. A causa della mancanza di forze e mezzi sufficienti per emettere banconote, le banconote dell'Oblast' di Terek circolavano nei territori subordinati all'emiro, a condizione che su di essi fosse presente un contrassegno, che veniva apposto dall'"ufficio" dell'emiro.

## Banconote
Il governo dell'emirato effettuò la sua prima emissione di banconote nel settembre 1919, imponendo sulle banconote dell'Oblast' di Terek in tagli da 100 rubli e l'impronta del sigillo di Uzun-Haji, su cui era impressa l'iscrizione in arabo: (in arabo خادم الفقراء أذن خير‎?) "Servo del povero Uzun Khair".
La seconda emissione seguì dal 2 ottobre alla metà di novembre 1919. È nel dicembre 1919 fu fatta la terza versione.
Le banconote venivano stampate in tagli da 5, 25, 50, 100, 250, 500 e 1000 rubli. Sono stati messi in circolazione tutti i biglietti, ad eccezione dei 1000 rubli. Un piccolo numero di banconote da 500 rubli viene stampato su carta speciale con filigrana. La maggior parte del denaro è stato emesso senza filigrana. Le iscrizioni sulle banconote erano in arabo, francese e russo. Le banconote raffiguravano lo stemma dell'Emirato e la bandiera sventolante su un monte.
Le banconote avevano sul davanti un testo in arabo: "Comandante dei fedeli nel Caucaso settentrionale, Haji Uzun Khair", "Direttore finanziario Abdul Azim Abdullah", sul retro - "Circolano insieme ad altra carta moneta. Stampato a Vedeno. Possa la sua vittoria essere amplificata. La stampa di questo tipo è punibile tranne da parte di coloro che sono legalmente autorizzati dal governo.
Tutte le banconote riportano un avvertimento in russo-arabo: “La contraffazione è punibile dalla legge”.
|  |  | 5 Rubli   | 88 × 56 mm   | Nero / verde | Stemma dell'emirato | Bandiera dell'emirato su una roccia in riva al mare | 1919-1920 |
|  |  | 25 Rubli  | 107 × 67 mm  | Nero / verde | Stemma dell'emirato | Bandiera dell'emirato su una roccia in riva al mare | 1919-1920 |
|  |  | 50 Rubli  | 115 × 82 mm  | Nero / verde | Stemma dell'emirato | Bandiera dell'emirato su una roccia in riva al mare | 1919-1920 |
|  |  | 100 Rubli | 140 × 90 mm  | Verde scuro  | Stemma dell'emirato | Bandiera dell'emirato su una roccia in riva al mare | 1919-1920 |
|  |  | 250 Rubli | 154 × 94 mm  | Verde scuro  | Stemma dell'emirato | Sole che sorge dal mare                             | 1919-1920 |
|  |  | 250 Rubli | 166 × 96 mm  | Verde scuro  | Stemma dell'emirato | Sole che sorge dal mare                             | 1919-1920 |
|  |  | 500 Rubli | 178 × 109 mm | Verde scuro  | Stemma dell'emirato | Sole che sorge dal mare                             | 1919-1920 |

## Monete
Oltre alle banconote furono coniate un piccolo numero di monete. Un francobollo con caratteri arabi veniva applicato mediante contromarca sulle monete di rame della Russia imperiale.